# Casa Molins
La Casa Molins és una obra eclèctica de Sabadell (Vallès Occidental) protegida com a Bé Cultural d'Interès Local.

## Descripció
Casal compost de planta baixa i dos pisos, amb una tribuna lateral orientada a l'ample jardí. La façana, de composició asimètrica i tractament auster, presenta estucat, té pedra a les arestes i emmarcament de les obertures. La tribuna vidriada està decorada amb pilars de maó vist i rajola de València. A la façana principal, el primer pis presenta obertures rectangulars que donen a balcons amb baranes de ferro forjat.